# Bolanthus laconicus
Bolanthus laconicus là loài thực vật có hoa thuộc họ Cẩm chướng. Loài này được (Boiss.) Barkoudah mô tả khoa học đầu tiên năm 1962.